# Amor Nezzal
Amor Nezzal, né le 19 octobre 1907 à Aït Frah village de la commune de Aïn Zaatout, wilaya de Biskra et mort à une date inconnue, est un intellectuel, linguiste et anthropologue algérien.

## Contribution
Il a contribué à l'ouvrage Textes berbères de l’Aurès rédigé sous la direction d’André Basset. Document référence dans les études faites sur la variante berbère chaouie.
Il édite un livre sur la toponymie en 1961.

## Travaux
- Faouzi Adel, Amor Nezzal, l'ombre d'André Basset et le porteur d'eau[3].